# Arrivals & Departures
Arrivals & Departures è il terzo album in studio dei Silverstein, pubblicato nel 2007. Sulla spinta del successo del precedente lavoro Discovering the Waterfront, l'album registra la posizione più alta raggiunta dalla band nella Billboard 200 e in altre classifiche nel mondo; tuttavia le vendite complessive risultano alla fine inferiori e il disco non ottiene lo stesso successo del suo predecessore.

## Background
Arrivals & Departures nasce pochi giorni dopo che i Silverstein sono rientrati dal Never Shave Again Tour nel dicembre del 2006. La band si riunisce in una sala prove ed inizia a mettere assieme le idee che erano nate nel corso del tempo, e così nel giro di un paio di mesi viene completata la maggior parte delle canzoni, arrivando a scriverne anche delle altre che non sono poi state incluse nell'album, a differenza dei lavori precedenti in cui raggiunte le 11-12 canzoni la band terminava la fase di scrittura. In seguito, la band ha scelto come produttore Mark Trombino, noto per aver prodotto album di Jimmy Eat World e Blink-182, ed anche per questo in cima alla lista dei produttori ideali stilata dai vari membri della band. La collaborazione si rivela però poco proficua.
Il cantante Shane Told ha più volte parlato dei vari fattori che hanno negativamente influenzato l'album: secondo lui, il produttore dell'album, Mark Trombino, non era adatto a lavorare con la band, dato che imponeva le proprie scelte a dispetto di ciò che i membri del gruppo credevano fosse meglio fare; ad esempio, volle che tutte le parti in scream fossero registrate in un solo giorno e che il disco nell'insieme fosse finito il più presto possibile. Questo mise la band in condizioni di stress che non le permisero di lavorare al meglio. Tanto Trombino quanto Told, in più, avevano appena terminato due relazioni di lunga data, e probabilmente non erano focalizzati sull'album tanto quanto avrebbero dovuto. Inoltre l'aver registrato l'album a Los Angeles fu fonte di continue distrazioni per la band, che quindi era poco concentrata sul lavoro in studio. Nel complesso, il giudizio di Told a posteriori è che Arrivals & Departures è sì un buon album, con alcune delle canzoni più importanti a suo modo di vedere, ma in generale non era il tipo di passo in avanti che i fan volevano vedere dai Silverstein. Told ha detto che se potesse, tornerebbe indietro e modificherebbe numerose cose riguardanti questo album.

## Classifiche
L'album si piazza nella settimana d'esordio al 25º posto della Billboard 200, posizione più alta nella carriera della band; nelle altre classifiche risulta l'album più venduto della settimana fra quelli indipendenti, restando in classifica per due mesi e mezzo, raggiunge il 9º posto tra gli album rock e l'8º in quelli hard rock; poi 25º tra gli album digitali e 19º tra quelli alternativi.
| Classifica                | Posizione |
| ------------------------- | --------- |
| Stati Uniti               | 25        |
| Stati Uniti (rock)        | 9         |
| Stati Uniti (independent) | 1         |
| Stati Uniti (alternative) | 19        |
| Stati Uniti (hard rock)   | 8         |
| Stati Uniti (digital)     | 25        |

## Canzoni

### Worlds Apart
In base a quanto rivelato da Shane, il tema della canzone è la lontananza che andare in tour comporta e gli effetti che questa ha sul mantenimento delle relazioni.

### My Disaster
Il testo parla dei problemi con l'alcool avuti dal cantante Shane Told nel periodo della scrittura del disco.

### Still Dreaming
Secondo ed ultimo singolo tratto da Arrivals & Departures. Il testo è stato scritto da Shane in collaborazione con Neil e parla di quando finalmente si possono rivedere i propri cari dopo essere stati separati a causa del tour. Shane l'ha citata come la peggiore canzone dei Silverstein; secondo lui, il testo poteva essere scritto meglio e anche la musica ha delle parti rivedibili (in particolare il ponte con echi ska).

### Here Today, Gone Tomorrow
Il testo della canzone riguarda John "Beatz" Holohan, il batterista della band Bayside morto in un incidente stradale durante il tour che il gruppo stava facendo proprio con i Silverstein. Sul booklet del CD al termine del testo compare appunto una dedica a Beatz. Le due band sono da allora legate da una forte amicizia.

### Vanity and Greed
Shane Told a qualche anno di distanza ha affermato che la canzone in un certo senso gli piace, ma che gli sembra molto strana e che non sa a cosa mai stessero pensando quando l'hanno scritta.

### True Romance
È la canzone più lunga dell'album e deve il suo nome al film omonimo di Tony Scott, che in italiano è stato intitolato Una vita al massimo.

### Falling DowneRain Will Fall
Le due canzoni sono state inserite a fine album come tracce bonus per iTunes. Shane Told ha registrato le parti vocali da solo in uno studio a Toronto, ed infatti la sua voce suona leggermente diversa dal resto del CD, probabilmente per l'uso di una differente strumentazione di registrazione.

## Tracce
1. Sound of the Sun – 3:19
2. Bodies and Words – 3:13
3. If You Could See into My Soul – 3:59
4. Worlds Apart – 4:06
5. My Disaster – 3:48
6. Still Dreaming – 3:55
7. The Sand Will Turn to Glass – 2:52
8. Here Today, Gone Tomorrow – 3:34
9. Vanity and Greed – 3:59
10. Love with Caution – 3:27
11. True Romance – 5:50

## Formazione
- Shane Told - voce
- Neil Boshart - chitarra
- Josh Bradford - chitarra
- Bill Hamilton - basso
- Paul Koehler - batteria